# 李坊洪福寺
李坊洪福寺，位于山西省长治市上党区荫城镇李坊村。
2021年8月4日，李坊洪福寺公布为第六批山西省文物保护单位，编号6-149，古建筑类，年代为元、明、清。